# Tillandsia 'Florida'
Tillandsia 'Florida' es un  cultivar híbrido del género Tillandsia perteneciente a la familia  Bromeliaceae.
Es un híbrido creado en el año 1978 con las especies Tillandsia fasciculata × Tillandsia balbisiana.